# Rachel Smith
Rachel Smith, född 19 april 1985, vann skönhetstävlingen Miss USA 2007. Smith representerade delstaten Tennessee. Smith representerade USA i Miss Universum 2007 i Mexiko den 28 maj. 
Hon har arbetat med The Oprah Winfrey Show. Smith medverkade också i dokusåpan Pageant Place under 2007.